# PlanetMath
PlanetMath was een vrije, collaboratieve internetencyclopedie die zich op wiskunde toelegde. PlanetMath moest MathWorld, een soortgelijke encyclopedie, vervangen toen die tijdelijk niet beschikbaar was vanwege problemen met het auteursrecht. MathWorld bestaat nog steeds. De nadruk lag op zorgvuldigheid, openheid, pedagogiek en aan elkaar gekoppelde inhoud. De artikelen waren in LaTeX geschreven en daar werd door mensen met verschillende wiskundige interesses aan bijgedragen. Hun bijdragen werden beoordeeld en wanneer die correct waren geplaatst. Het project werd aan het einde door de universiteit van Waterloo gehost. De site is eigendom van een Amerikaanse non-profitorganisatie PlanetMath.org, Ltd. PlanetMath is op enkele behouden onderwerpen na niet meer beschikbaar.